# Sinopodisma wuyanlingensis
Sinopodisma wuyanlingensis är en insektsart som först beskrevs av He, T., Mu och Yuwen Wang 1999.  Sinopodisma wuyanlingensis ingår i släktet Sinopodisma och familjen gräshoppor. Inga underarter finns listade i Catalogue of Life.